# Cassine lippoldii
Cassine lippoldii là một loài thực vật có hoa trong họ Dây gối. Loài này được (Bisse) Borhidi mô tả khoa học đầu tiên năm 1975.